# Phallusia arabica
Phallusia arabica is een zakpijpensoort uit de familie van de Ascidiidae. De wetenschappelijke naam van de soort is voor het eerst geldig gepubliceerd in 1816 door Marie Jules César Savigny.
Savigny meldde dat de soort voorkomt in de Rode Zee, en zich onder meer hecht aan harde koralen (Madrepora).